# Forcipomyia glauca
Forcipomyia glauca är en tvåvingeart som beskrevs av John William Scott Macfie 1934. Forcipomyia glauca ingår i släktet Forcipomyia och familjen svidknott. Inga underarter finns listade i Catalogue of Life.